# Simfonija št. 8 (Bruckner)
Anton Bruckner: Simfonija št. 8 v c molu (1887, revidirana 1890).
Okviren čas trajanja: 96 minut
Osma simfonija je bila v prvi verziji dokončana leta 1887, leta 1890 pa jo je Bruckner močno popravil, saj ga je pretreslo pismo njegovega velikega občudovalca, münchenskega dirigenta Hermanna Levija, v katerem mu je Levi priznal, da simfonije ne more doumeti in je zato ne bo izvedel. Brucknerjevi neskončno potrpežljivi in filigransko natančni popravki so bili usmerjeni predvsem k popolnemu uravnoteženju orjaških zvočnih mas, ki jih je bil ustvaril. Končna verzija simfonije je izšla leta 1892. Posvečena je cesarju Francu Jožefu, ki je poravnal stroške tiskanja partiture. Prvič je bila izvedena na Dunaju 18. decembra 1892. Dunajski filharmoniji je dirigiral Hans Richter. Hugo Wolf je o dogodku zapisal: »To je bila popolna zmaga luči nad temo. Vihar navdušenja je s prvinsko močjo izbruhnil vsakič, ko se je končal posamezen stavek simfonije.«
Globoko pobožni Bruckner je svoja glasbena prizadevanja dojemal kot izraz osebne vere, kot približevanje Bogu. (Vsemogočnemu Bogu je tudi posvetil svojo zadnjo, nedokončano Deveto simfonijo.) Vendar je skladatelj na tej duhovni poti razvil kompozicijske postopke, ki so naredili njegovo glasbo sodobnikom težko razumljivo, danes pa se nam zaradi njih zdi presenetljivo sodobna. V Osmi simfoniji je uporabil velik orkester z obogateno zasedbo trobil s podvojenimi harfami, osmimi rogovi in kontrabasovsko tubo, tako da zmore trobilna sekcija register, primerljiv z orglami. Vključene so tudi Wagnerjeve tube, kot poklon Wagnerju, pa tudi zato, ker prispevajo barvo vojaškega pihalnega orkestra in ljudskih godb, ki je Bruckner ni hotel pogrešati. Orjaške zvočne gmote se stopnjujejo v sekvenčnih postopih, harmonije se v enharmonskih modulacijah močno oddaljujejo od osnovnih tonalitet in prinašajo nenavadne kombinacije zvočnih barv, ki marsikdaj spominjajo na zvok mojstrov filmske glasbe. (Verjetno je Erich Wolfgang Kornold prinesel z Dunaja v Hollywood tudi Brucknerjevo maniro.) Prvi stavek se začne na četrti stopnji lestvice, pravo potrditev dobi osnovna tonaliteta, usodni c-mol, šele po dolgem razvoju. Skupna poteza vseh štirih stavkov simfonije je gradnja počasno rastočega gibanja s pomočjo sekvenc iz padajočih triolskih figur; kot bi se duša ob neprestanih padcih dvigala k Bogu. Scherzo je počasen, njegov osrednji del pa je v dvodobnem ritmu. Bruckner je v celotni simfoniji predpisal slovesen metrum, kot bi jo namenil za igranje v sakralnih prostorih. Posebno dimenzijo je ujel v Adagiu, kjer je z melodijo, zgrajeno na treh tonih (v simfoniji je, podobno kot v Bachovi glasbi, mnogo številske simbolike; število 3 simbolizira sveto Trojico) ujel brezčasnost vesoljnega stvarstva. Ta stavek je med najdaljšimi v celotni simfonični literaturi, lok preko tolikšne časovne vrzeli je zmogel razpeti le še Ludwig van Beethoven v počasnem stavku Pastoralne simfonije. V zadnjem stavku nastopijo hkrati vodilni motivi vseh štirih stavkov, skladatelj pa požene orkester v najvišji dinamiki do unisona na tonu B. Po godalnem fugatu sledi antiklimaks, nato pa se simfonija sklene z zmagoslavno codo.
Kljub poudarjeni krščanski ideji pa je Bruckner morda črpal moč iz prvobitnejših razmerij in je nevede ujel odsev zgodnejših stopenj človekove zavesti. Razigrano ponavljajoči se preprosti ritmični vzorci, s katerimi se začne drugi stavek, priklicujejo nezavedni spomin na rajanje, ki je spremljalo starodavne poganske kulte, celotno iz monumentalnih zvočnih blokov zgrajeno kompozicijo pa lahko primerjamo z orjaškimi kamnitimi strukturami, v katere so praprebivalci Evrope skušali ujeti pota nebeških sil.